# Диас, Энрике (национальный герой)
Энрике Диас (порт. Henrique Dias; ?— 8 июня 1662, Ресифи) — военачальник, участник освободительной войны населения Бразилии против голландских завоевателей.
Национальный герой Бразилии.

## Биография
Афробразильского происхождения. Родился в начале XVII века в семье освобождённых рабов в колониальной Бразилии. Был обучен грамоте.
Во время голландского вторжения в капитанства Бразилии добровольцем участвовал в борьбе с голландцами. Набрал и возглавил военный полк, состоящий из порабощенных и свободных афробразильцев. В 1636 году стал известен, как governador da gente preta («губернатор черных людей») .
Защищал португальские поселения от голландских войск в рамках голландско-португальской войны 1648 года и сыграл важную роль в сражениях за контроль над побережьем Бразилии в Первой и Второй битвах при Гуарараписе, в защите г. Салвадора (ныне штат Баия) и восстановлении контроля португальцев над Пернамбуку После этих победных действий в 1639 году стали звать «Губернатором всех креолов, чернокожих и мулатов».
Участвовал в многочисленных сражениях, отличаясь храбростью, был дважды ранен; участвовал в завоевании Порту-Калву в 1637 году, где его левая рука была повреждена выстрелом из аркебузы, но из боя не вышел.
Был представлен королю Жуану IV, наградившего его Орденом Христа.
Умер в крайней нищете 7 или 8 июня 1662 года в Ресифи, и был похоронен за средства правительства в монастыре святого Антония.
Способствовал зарождению идеи о возможности независимого существования Бразилии, о единстве интересов, связывающих различные слои населения страны (белых, афробразильцев, индейцев).

## Награды
- Кавалер Ордена Христа.
- В знак признания его заслуг в истории страны, в 2012 году объявлен Национальным героем Бразилии.